# 中川丈久
中川 丈久（なかがわ たけひさ、1964年 - ）は、日本の法学者。専門は行政法。神戸大学大学院法学研究科教授。大阪府豊中市出身。父は憲法学者・広島大学教授の中川剛。弟は経済法学者・北海道大学教授の中川晶比児。

## 経歴
- 1982年 広島学院高等学校卒業
- 1986年 東京大学法学部卒業
- 1988年 東京大学大学院法学政治学研究科修士課程修了
- 1990年 ハーバード大学ロースクール修了 (LL.M.) - この時はスティーヴン・ブライヤー（現：合衆国連邦最高裁判事）に師事[1]。
- 1992年 東京大学大学院法学政治学研究科博士課程単位取得退学（博士（法学））
- 1993年 神戸大学法学部助教授
- 1995年 コロンビア大学ロースクール客員研究員（- 1996年）
- 1999年 神戸大学法学部教授
- 2000年 神戸大学大学院法学研究科教授（改組による）

## 主著
- 『行政手続と行政指導』（有斐閣、2000年）